# リバイバル聖書神学校
リバイバル聖書神学校（リバイバルせいしょしんがっこう）は、かつて愛知県新城市富沢にあった日本の超教派の神学校。「霊的戦い」を実践的に教える神学校として有名。全日本リバイバルミッションと密接な関係にある。

## 沿革
- 1996年　理事長を滝元明、校長を有賀喜一として、単立新城教会内に創立。
- 2004年　神学校の校舎完成。献堂をする。
- 2018年3月　閉校[1]

## 特色
- 福音主義的聖書信仰に立った、聖書的、神学的、霊的、実践的訓練を行う。
- リバイバルのための霊的戦いの祈りを習得させる。
- 1年、2年、3年の本科と通信教育のコースがある。
- 毎月第1週の集中講座方式で、それ以外は自分の教会で伝道の実践を行う。